# Henri Bource
Pour les articles homonymes, voir Bource.
Henri Bource, né à Anvers le 2 décembre 1826 et mort dans la même ville le 25 octobre 1899, est un peintre belge.
Son champ pictural couvre initialement la peinture d'histoire, les sujets religieux et les portraits, avant de se consacrer aux scènes de genre, aux marines et à l'univers des pêcheurs.
Exposant régulièrement aux salons triennaux belges, aux expositions en France et aux Pays-Bas, de même qu'à Londres (1872) et à l'Exposition universelle de 1873 à Vienne, il obtient plusieurs médailles récompensant son travail.
Plusieurs de ses œuvres sont conservées dans les musées nationaux belges.

## Biographie

### Famille
Henri (Henri Jacques) Bource, né à Anvers le 2 décembre 1826, est le fils de Charles Hippolyte Bource (1785-1874), tailleur d'habits natif de Mons, et d'Anne Madeleine Benoist (1790-1856), native de Zierikzee, aux Pays-Bas. Il se marie en premières noces à Anvers le 7 janvier 1863, avec Leonia Steenlet (1835-1864), puis, devenu veuf un an après son mariage, il épouse à Anvers le 25 août 1868 Emilie Retsin (1840-1870), qui meurt moins de deux ans après leurs noces.

### Formation
Henri Bource est étudiant, de 1845 à 1850, à l'Académie royale des beaux-arts d'Anvers, auprès d'Edward Dujardin, de Joseph Laurent Dyckmans et de Gustave Wappers. En 1850, il obtient le premier prix en expression, et les quatrièmes prix en composition d'histoire et en anatomie. Il se forme également, en 1857-1858, à Paris dans l'atelier du peintre romantique Ary Scheffer.

### Carrière
Henri Bource participe régulièrement aux salons triennaux belges et aux expositions des maîtres vivants aux Pays-Bas. Au Salon d'Anvers de 1849, il expose un Portrait, puis il envoie Retour des vendanges au Salon de Bruxelles de 1851. Il voyage régulièrement en Europe et visite la Suisse, la Norvège, l'Écosse, l'Italie et l'Allemagne, où il peint des paysages. À partir des années 1870, il séjourne fréquemment à La Haye et représente la vie des pêcheurs locaux de Schéveningue, sous l'influence des peintres de l'école de La Haye.
Le 25 octobre 1899, Henri Bource, qui n'expose plus depuis quelques années, meurt, à l'âge de 72 ans, chez lui, où il vivait depuis 1858, rue Montebello no 31 à Anvers,.

## Œuvre

### Caractéristiques
Le champ pictural d'Henri Bource couvre initialement la peinture d'histoire, les sujets religieux et les portraits, avant de se consacrer aux scènes de genre, aux marines, et à l'univers des pêcheurs. Il réussit à devenir un paysagiste de talent, possédant davantage l'instinct du plein air que celui de la lumière concentrée. S'il possède moins que d'autres les ficelles du métier, il a davantage le sentiment de la nature et la justesse de l'interprétation,,.
La nécrologie que publie L'Indépendance belge souligne la variété de ses points de vue et la souplesse de ses facultés d'accommodation dans ses œuvres. Le Naufrage, un drame, est traité en tableau de genre avec une préoccupation d'antithèse sentimentale entre la désolation d'une famille apprenant la mort de son chef et l'indifférence rieuse et inconsciente de l'enfant, mais aussi avec un souci du caractère expressif admirablement marqué dans l'attitude et la physionomie du matelot qui apporte la triste nouvelle. Au bord de la mer représente des paysannes de nos côtes se promenant sur la plage dans une lumière marine, une atmosphère de fraîcheur ensoleillée ; c'est un ensemble de vérité locale digne d'un grand paysagiste, un souvenir de Norvège, où Henri Bource s'est jadis rendu. L'artiste peut être classé parmi les sincères et les curieux, qui, sans s'enfermer dans une spécialité de vogue, ont soif de renouvellement incessant.

### Expositions

#### Expositions triennales belges
- Salon d'Anvers de 1849 : Portrait[6].
- Salon de Bruxelles de 1851 : Retour des vendanges[7].
- Salon d'Anvers de 1852 : Les Petits vendangeurs et Faune[11].
- Salon de Bruxelles de 1854 : La Fille de Jephté et ses compagnes et Clinias et Pannichis[12].
- Salon d'Anvers de 1855 : Un jeune patineur, victime de son imprudence, est rapporté noyé à la maison de ses parents, Une soirée de famille dans un parc, un soir d'été et Portrait de Mr…[13].
- Salon de Bruxelles de 1857 : Le Printemps, allégorie des quatre âges de la vie (pastel), L'Automne, allégorie des quatre âges de la vie (pastel), Les Adieux de Marie-Antoinette d'Autriche, reine de France et Une victime de la glace[14].
- Salon d'Anvers de 1858 : Dévouement des pilotes d'Anvers et Portrait de Mr J.L. de Paris[15].
- Salon de Gand (XXIVe) de 1859 : Dévouement des pilotes d'Anvers[16].
- Salon d'Anvers de 1861 : La Femme inquiète, Le Départ pour la grande pêche et Le Retour des pêcheurs, côte de Hollande[17].
- Salon de Gand (XXVe) de 1862 : La Femme inquiète et Un Pifferare[18].
- Salon de Bruxelles de 1863 : Une soirée d'été, bord de la mer, Hollande, La Veuve du pêcheur, Visite à la voisine et Portrait d'enfant, médaille d'or[19].
- Salon d'Anvers de 1864 : Soirée d'été au bord de la mer, côte de Hollande, Le Petit frère et Bonsoir, maman[20].
- Salon de Gand (XXVIe) de 1865 : Jours de tristesse[21].
- Salon de Bruxelles de 1866 : Le Naufragé[22].
- Salon d'Anvers de 1867 : Triste retour, Le Départ du pêcheur et L'Ennemi tué, souvenir d'un voyage en Laponie[23].
- Salon de Gand (XXVIIe) de 1868 : Un triste retour[24].
- Salon de Bruxelles de 1869 : La Fatale nouvelle, Troupeau de rennes à Fremso, Finnmark[10].
- Salon d'Anvers de 1870 : Troupeau de rennes, souvenir de Fromso, La Fatale nouvelle et La Famille du pêcheur[25].
- Salon de Bruxelles de 1872 : Dimanche en mer, bateau pêcheur hollandais[26].
- Salon d'Anvers de 1873 : Calme plat, plage de Scheveningen[27].
- Salon de Gand de 1874 (XXIXe) : Les Cerises mûres[28].
- Salon de Bruxelles de 1875 : Le Retour du baptême - sortie de l'église de Borgund, dans le Fillfjeld en Norwège[29].
- Salon d'Anvers de 1876 : Silence !… Il l'embrasse, Ruiné ! - Le Lendemain d'une tempête et Exercice du soir[30].
- Salon de Gand (XXXe) de 1877 : Silence, il l'embrasse et La Petite marchande de harengs[31].
- Salon de Gand (XXXIe) de 1880 : Attendant l'arrivée - femme de Schveningue et Faisant l'école buissonnière (aquarelles)[32].
- Salon de Bruxelles de 1881 : Souci maternel[33].
- Salon de Gand de 1883 (XXXIIe) : Ils sont tous partis ! et Réparation des filets[34].
- Salon d'Anvers de 1888 : Voici mon petit frère, Samedi, visite à la voisine et Portrait[35].
- Salon de Gand (XXXIVe) de 1889 : Le Matin, à l'arrivée des barques de pêche[36].
- Salon d'Anvers de 1891 : Étude de jeune fille (deux pastels)[37].

#### Expositions européennes

##### France
- Salon de Paris de 1864 : Soirée d’été au bord de la mer ; côte de Hollande[38].
- Salon de Paris de 1865 : Le Matin du départ, côtes de Hollande[39].
- Salon de Paris de 1868 : L’ennemi tué : camp aux environs de Karasjock (Laponie norvégienne) et Lapons gardant leurs troupeaux de rennes ; saison d'été aux environs de Fromsô (Norwége)[40].
- Salon des artistes français à Paris de 1884 : Hercule et Omphale[41].

##### Pays-Bas
- Exposition des maîtres vivants à Amsterdam en 1850 : Une nymphe des bois[42].
- Exposition des maîtres vivants à La Haye en 1851 : Les Vendanges[43].
- Exposition des maîtres vivants à La Haye en 1853 : La Fille de Jephté et ses compagnes (médaille)[44].
- Exposition des maîtres vivants à La Haye en 1857 : Les Derniers moments de Marie-Antoinette reine de France avec sa fille et sa sœur au Temple[45].
- Exposition des maîtres vivants à La Haye en 1859 : Un musicien itinérant, Portrait et Dévouement des pilotes d'Anvers[46].
- Exposition des maîtres vivants à Amsterdam en 1860 : Cueilleurs et Le Départ des barges de harengs pour Scheveningen[47].
- Exposition des maîtres vivants à La Haye en 1863 : Jeu de marionnettes[48].
- Exposition des maîtres vivants à La Haye en 1866: Une soirée d'été à la mer[49].
- Exposition des maîtres vivants à Amsterdam en 1868 : Le Bateau naufragé et Le Troupeau de rennes, souvenir de Kvalø (médaille)[50].
- Exposition des maîtres vivants à Amsterdam en 1886 : Petit virtuose itinérant et Antje[51].

##### Autres pays
- Exposition internationale de Londres de 1872 : Schveningue et La Consolation (diplôme d'honneur en 1872)[29].
- Exposition universelle de 1873 à Vienne : médaille d'or[29].
- Exposition internationale des beaux-arts à Vienne en 1882[52].

### Collections muséales
- Musées royaux des Beaux-Arts de Belgique (Bruxelles) : 
  - La Fatale nouvelle (1869), huile sur bois, inventaire no 2377, format 117 × 186 cm, acquis en 1871[53].
- Musée royal des Beaux-Arts d'Anvers : 
  - Le Retour (1878), huile sur toile, inventaire no 1006, format 175,5 × 260 cm[54].
- Musée des Beaux-Arts de Gand : 
  - Jours de tristesse (1865), huile sur toile, inventaire no 1865-D, acquis en 1865, après le Salon de Gand[55].
  - Cerises mûres (1874), huile sur toile, inventaire no 1874-A, acquis en 1874, après le Salon de Gand[56].
- Sheffield Museums, Royaume-Uni : 
  - Sur la plage, Scheveningen, Hollande (1872), huile sur toile, inventaire no VIS.1591, format 81,5 × 149 cm, don de J.N. Mappin en 1887[57].

### Galerie

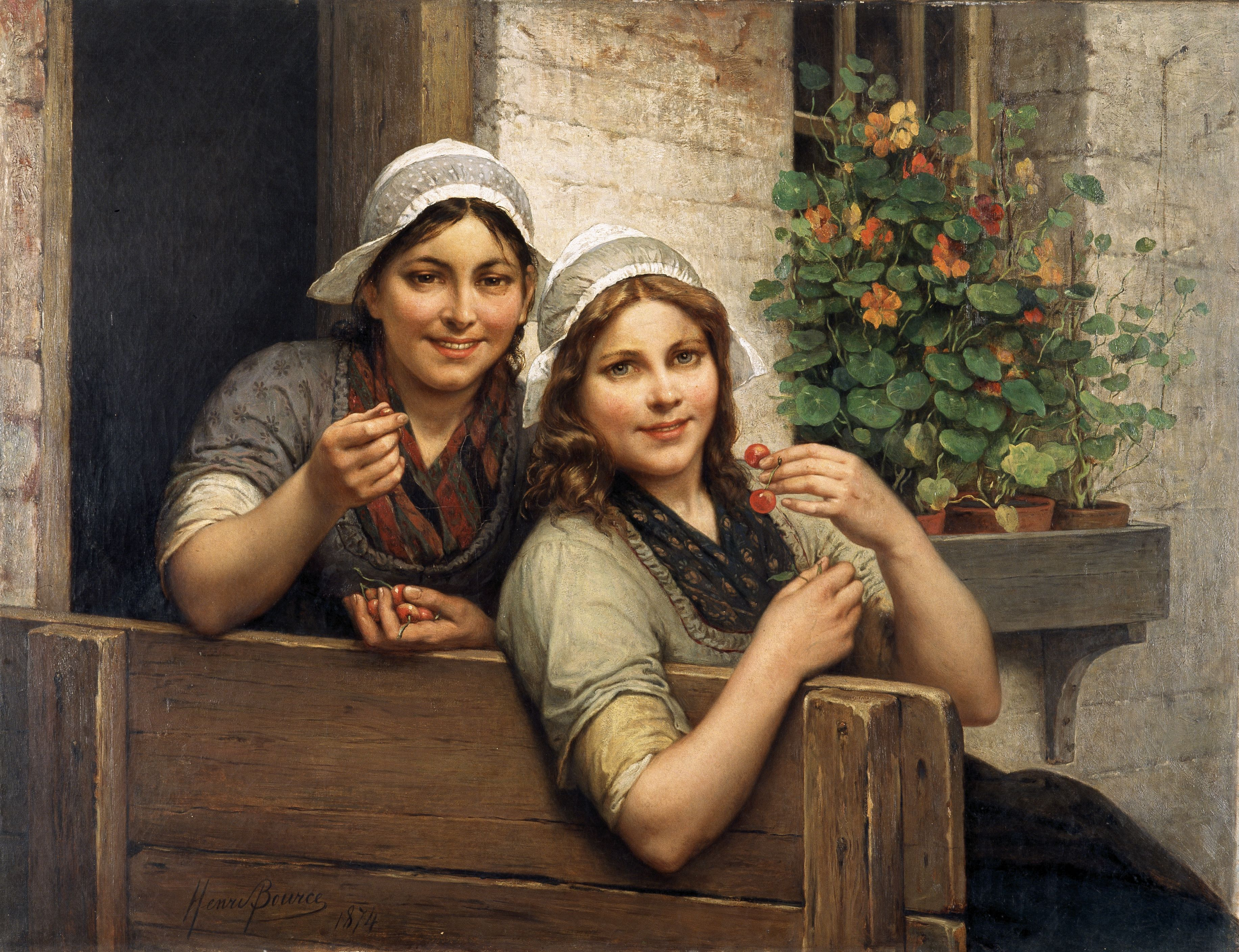
Les Cerises (1874), Musée des Beaux-Arts de Gand.
Le Retour (1878), Musée royal des Beaux-Arts d'Anvers.
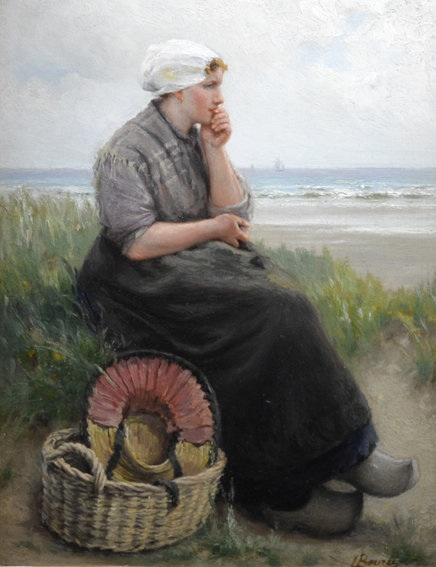
Jeune fille avec un panier au bord de la plage (vers 1875).
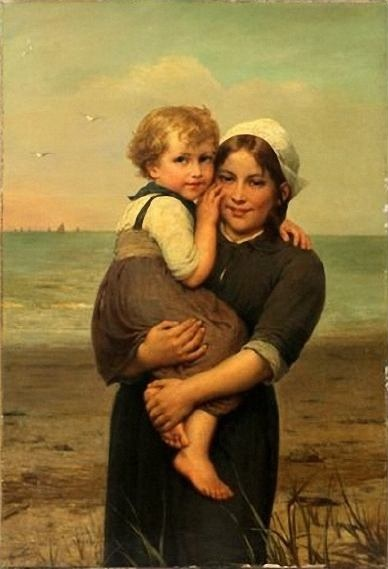
Amour maternel (vers 1875).
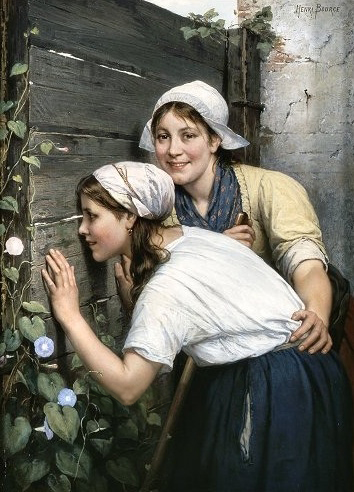
Jeter un œil (vers 1875).

## Honneurs
- Chevalier de l'ordre de Léopold (9 novembre 1869)[58].
- Officier de l'ordre de Léopold (4 mai 1881)[58].